# اچ ا اسکچ
اِچ اِ اِسکِچ (انگلیسی: Etch A Sketch) یک ابزار رسم مکانیکی است که توسط یک شخص فرانسوی به نام André Cassagnes اختراع شد، این اسباب‌بازی یک صفحه نمایش صاف خاکستری‌رنگ و دو دستگیره روی قاب خود دارد، با چرخاندن دستگیره‌ها، سوزن درون قاب حرکت می‌کند و پودر آلومینیوم را جابجا می‌کند و خطوط سیاه‌رنگ روی صفحه ترسیم می‌شوند.
این ابزار یکی از مشهورترین و پرفروش‌ترین اسباب‌بازی‌های قرن بیستم بود.